# Hyperolius thoracotuberculatus
Hyperolius thoracotuberculatus es una especie de anfibios de la familia Hyperoliidae.
Su hábitat natural incluye ríos, marismas de agua dulce y corrientes intermitentes de agua dulce.